# Gmina Gjepalaj
Gmina Gjepalaj (alb. Komuna Gjepalaj) – gmina położona w środkowej części Albanii. Administracyjnie należy do okręgu Durrës w obwodzie Durrës. W 2011 roku populacja gminy wynosiła 3449, 1720 kobiet oraz 1729 mężczyzn, z czego Albańczycy stanowili 89,66% mieszkańców.
W skład gminy wchodzi dziewięć miejscowości: Ardhishte, Çizmeli, Eminas i Vogël, Gjepalaj, Likesht, Kënetë, Shtrazë, Shahinë, Shetel.